# Casual games
Casual games, på svenska även kallat vardagsspel eller minispel, är mindre datorspel, som ofta kännetecknas av enkla regler och upplägg som kräver mindre engagemang än mer komplexa datorspel. Casual games kräver sällan långsiktiga åtaganden vad gäller tid, eller speciella färdigheter för att spela, och har förhållandevis låga produktions- och distributionskostnader.
Casual games spelas vanligtvis på mobiltelefoner eller tidigare i webbläsaren, men de förekommer även på spelkonsoler. Casual gamers är oftast äldre än traditionella datorspelare och oftare kvinnor med över 74 procent av marknaden.

## Översikt
De flesta småspel i genren casual games har liknande grundläggande egenskaper:
- Mycket enkelt spelupplägg, som olika former av pusselspel.
- Kort speltid, vilket gör att de kan spelas i korta pauser under arbetsdagen.
- Möjlighet att snabbt nå en slutfas[5] eller kontinuerligt spela utan att behöva spara spelet.
- Två vanliga varianter av casual games är en "prova innan du köper"-affärsmodell eller en gratis/reklamfinansierad modell.

## Genrer
- Pusselspel (till exempel Bejeweled)
- Spel med gömda föremål
- Äventyrsspel
- Strategispel
- Arkad- och actionspel
- Ordspel och frågesporter
- Kort-, bräd- och Mahjongspel